# Къдъхий (град, Калифорния)
Къдъхий (на английски: Cudahy) е град в окръг Лос Анджелис, щата Калифорния, САЩ. Къдъхий е с население от 25880 жители (01/01/09) и обща площ от 2,9 km². Намира се на 37 m надморска височина. ЗИП кодовете му са 90201, а телефонният му код е 323.